# Angeline Blackburn
Angeline Blackburn (ur. 17 sierpnia 1989 w Sale) – australijska lekkoatletka specjalizująca się w biegach sprinterskich.
Na międzynarodowej arenie zadebiutowała w 2006 na mistrzostwach świata juniorów, podczas których wystartowała w biegu na 400 metrów oraz obu sztafetach. Dwa lata później odniosła największy sukces w dotychczasowej karierze zdobywając – wraz z koleżankami z reprezentacji – brązowy medal juniorskiego czempionatu globu. Medalistka mistrzostw kraju w kategoriach: młodziczek, kadetek, juniorek oraz młodzieżowców.
Rekord życiowy w biegu na 400 metrów: 52,90 (9 lipca 2008, Bydgoszcz).

## Osiągnięcia
| Rok  | Impreza                     | Miejsce   | Konkurencja        | Pozycja    | Wynik   |
| ---- | --------------------------- | --------- | ------------------ | ---------- | ------- |
| 2006 | Mistrzostwa świata juniorów | Pekin     | bieg na 400 m      | półfinał   | 54,03   |
| 2006 | Mistrzostwa świata juniorów | Pekin     | sztafeta 4 × 100 m | eliminacje | DNF     |
| 2006 | Mistrzostwa świata juniorów | Pekin     | sztafeta 4 × 400 m | eliminacje | 3:40,90 |
| 2006 | Puchar świata               | Ateny     | sztafeta 4 × 400 m | 8. miejsce | 3:36,36 |
| 2008 | Mistrzostwa świata juniorów | Bydgoszcz | bieg na 400 m      | 6. miejsce | 53,43   |
| 2008 | Mistrzostwa świata juniorów | Bydgoszcz | sztafeta 4 × 400 m | 3. miejsce | 3:34,23 |